# Tux-zillertal
La tux-zillertal est une race bovine autrichienne.

## Origine
Elle appartient au rameau pie rouge des montagnes. Elle est directement issue de la race suisse hérens. Cette dernière a été répandue dans tout l'arc alpin pour son aptitude aux combats de reines. Elle a connu son heure de gloire au XIXe siècle et a même été exportée en Russie pour y améliorer les races locales. 
Les effectifs actuels sont faibles et elle bénéficie même d'un programme de protection. En 1996, l'effectif était de 250 vaches et 6 taureaux.

## Morphologie
Elle regroupe deux sous-races, la tuxer à robe noire et la zillertaler à robe rouge dont le berceau est dans le Zillertal. La couleur est unie et soulignée par une bande blanche sur la partie ventrale et la queue. Les cornes sont courtes et relevées en croissant. 
Elle a une silhouette trapue, avec une encolure et un tronc musclés sur des pattes courtes: une morphologie de combattante. Elle mesure entre 120 et 130 cm au garrot et pèse entre 500 et 600 kg.

## Aptitudes
En dehors de son rôle folklorique lors de la montée aux alpages, combats de reines, elle est classée mixte. Elle produit à peine 2 000 kg de lait riche et gras. Elle n'est plus que rarement traite, son lait servant à nourrir son veau. Sa viande peu grasse est renommée pour sa saveur.